# Grigore Bostan
Grigore Constantin Bostan (n. 4 mai 1940, satul Budineț, județul Storojineț, azi Ucraina – d. 17 noiembrie 2004, Cernăuți ) a fost un folclorist și scriitor ucrainean de origine română, membru de onoare din străinătate al Academiei Române (din 1991), membru fondator și președinte al Societății pentru Cultura Românească „Mihai Eminescu” (Cernăuți), autor al unor lucrări din domeniul istoriei folcloristice și etnografiei românești din Bucovina.